# Leatherhead (Engeland)
Leatherhead is een plaats in het bestuurlijke gebied Mole Valley, in het Engelse graafschap Surrey. De plaats telt 9.685 inwoners.

## Geboren in Leatherhead
- John Campbell-Jones (1930-2020), autocoureur